# Hannah Ware
Hannah Rose Ware (Londra, 8 dicembre 1982) è un'attrice e modella britannica.

## Biografia e carriera
Hannah nasce e cresce nel sud di Londra. È figlia di Helena (nata Keell), una assistente sociale, e di John Ware, un reporter della BBC Panorama, ed è la sorella maggiore della musicista Jessie Ware. Ha frequentato la Alleyn's School a Dulwich, poi ha studiato recitazione presso il Lee Strasberg Theatre and Film Institute di New York.
L'attrice è apparsa nei film Poliziotti fuori - Due sbirri a piede libero (2010) e Shame (2011). Ha interpretato Emma Kane, la figlia del sindaco di Chicago Tom Kane, nella serie Boss dal 2011 al 2012. Nel 2013 è nel cast della serie drammatica della ABC Betrayal che la vede protagonista. Sempre nel 2013, appare nel film thriller Oldboy di Spike Lee. Nel 2014, Hannah è nel cast nel film d'azione Hitman: Agent 47.
Dal 2011 al 2012 interpreta il ruolo di Emma Kane nella serie Boss, mentre nel 2013 recita la parte di Sara Hanley nella serie televisiva Tradimenti della ABC che verrà cancellata dopo una sola stagione. Nel 2018 recita la parte di Sadie Hewitt nella serie televisiva The First trasmessa da Hulu. Nel 2021 è la protagonista della serie La coppia quasi perfetta (The One).

## Filmografia

### Cinema
- Poliziotti fuori - Due sbirri a piede libero (Cop Out), regia di Kevin Smith (2010)
- Shame, regia di Steve McQueen (2011)
- Oldboy, regia di Spike Lee (2013)
- Hitman: Agent 47, regia di Aleksander Bach (2015)
- Aftermath - La vendetta (Aftermath), regia di Elliott Lester (2017)
- L'angelo (The Angel), regia di Ariel Vromen (2018)

### Televisione
- Boss – serie TV, 18 episodi (2011–2012)
- Tradimenti (Betrayal) – serie TV, 13 episodi (2013-2014)
- The First – serie TV (2018 - in corso)
- La coppia quasi perfetta (The One) – serie TV (2021 - in corso)

## Doppiatrici italiane
Nelle versioni in italiano dei suoi film, Hannah Ware è stata doppiata da:
- Laura Lenghi in Hitman: Agent 47
- Selvaggia Quattrini in Tradimenti
- Eleonora De Angelis in Oldboy
- Chiara Colizzi in Boss
- Guendalina Ward in The First